# Az Európai Unió hivatalos nyelvei

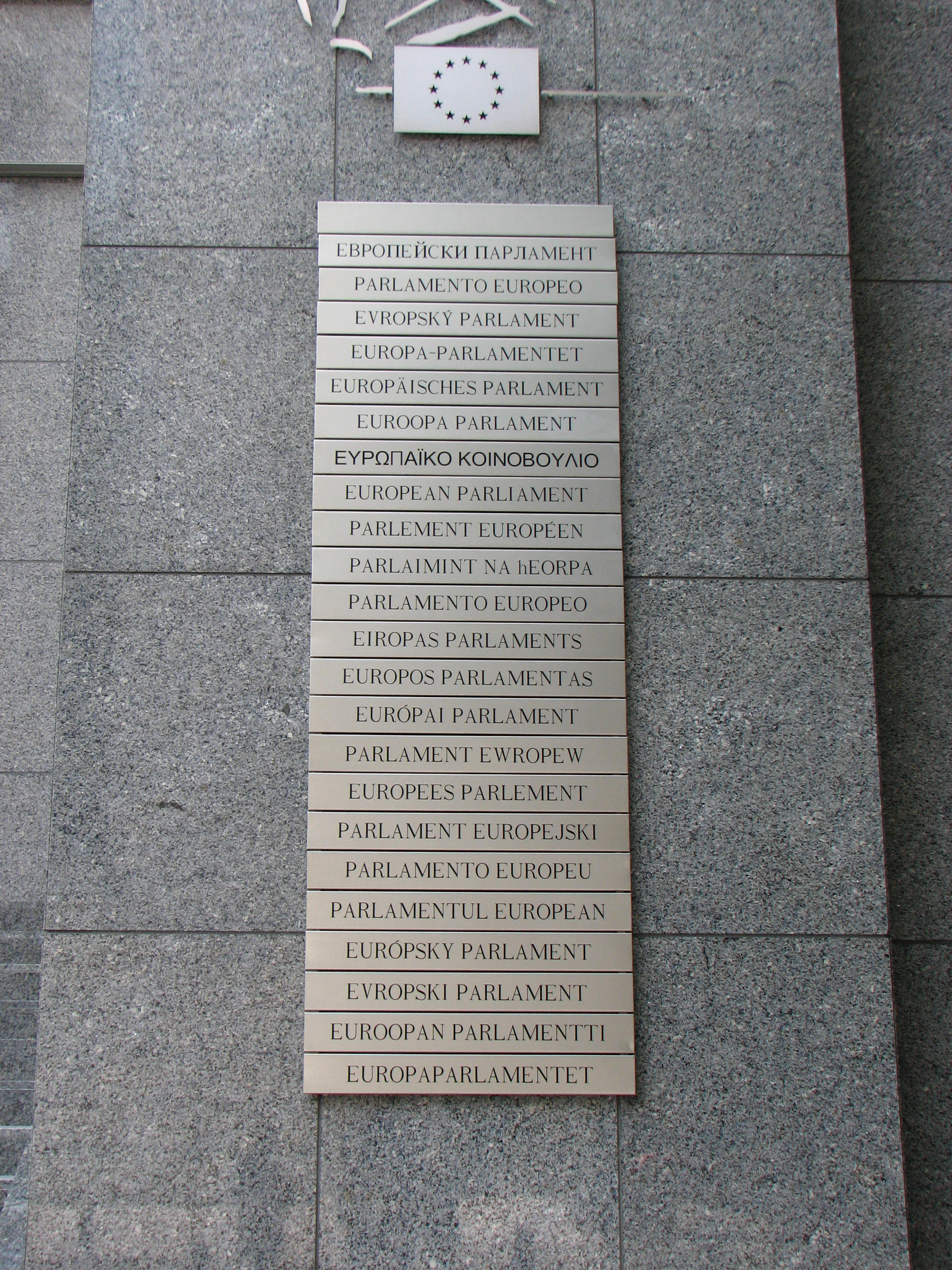
Az Európai Parlament bejárata a 23 különböző nyelvű feliratokkal

Az Európai Unió intézményeiben (2013. július 1. óta) 24 hivatalos nyelv használható:
angol, bolgár, cseh, dán, észt, finn, francia, görög, holland, horvát, ír, lengyel, lett, litván, magyar, máltai, német, olasz, portugál, román, spanyol, svéd, szlovák, szlovén
Ezeken kívül 5 nyelv rendelkezik félhivatalos státusszal:
baszk, galiciai, katalán, skót gael, walesi
Szélesebb körben használt kisebbségi nyelvek, melyek nem hivatalos nyelvei az EU-nak és félhivatalos státusszal sem rendelkeznek:
arab, eszperantó, kínai, korzikai, ligur, lombard, luxemburgi, mirandai, nápolyi, okcitán, orosz, piemonti, romani, szicíliai, török, velencei stb.
A nyelvekben használt saját elnevezéseket lásd Az Európai Unió hivatalos nyelveinek listája a hivatalos nyelveken cikkben.

## A nyelvi rendszer alapelvei
- Az európai intézmények által alkotott jogszabályokat lefordítják az összes hivatalos nyelvre.
- Bárki, beleértve az EU bármely államának polgárait, bármely hivatalos vagy félhivatalos nyelven fordulhat az európai intézményekhez.
- Az európai intézmények előtti eljárások elsődleges nyelve általában az angol, a német és a francia.
- Az adott intézményre vonatkozó jogszabályok határozzák meg, hogy az adott intézmény mely nyelven (nyelveken) köteles az eljárást lefolytatni.
- Szó sincs arról, hogy az európai intézmények minden egyes határozatát kötelező lenne az intézmény költségére valamennyi hivatalos nyelvre lefordítani. A nemkívánatos többletköltségeken túl egy ilyen előírás az intézmények működését is lehetetlenné tenné.

## Hivatalos nyelvek országonként
| Nyelv    | Hivatalos nyelv az alábbi országokban                      | Kisebbségi nyelv az alábbi országokban                                                                                      | IATE-kód | Mióta hivatalos nyelv | Az EU neve az adott nyelven (Rövidítés)           |
| -------- | ---------------------------------------------------------- | --- | -------- | --------------------- | ------------------------------------------------- |
| angol    | Írország · Málta                                           | | en       | 1973                  | European Union (EU)                               |
| bolgár   | Bulgária                                                   | Görögország · Románia · Magyarország                                                                                        | bg       | 2007                  | Европейски съюз (ЕС) Evropejski săjuz (ES)        |
| cseh     | Csehország                                                 | Ausztria · Románia | cs       | 2004                  | Evropská unie (EU)                                |
| dán      | Dánia                                                      | Németország · Svédország | da       | 1973                  | Den Europæiske Union (EU)                         |
| észt     | Észtország                                                 | | et       | 2004                  | Euroopa Liit (EL)                                 |
| finn     | Finnország                                                 | Svédország | fi       | 1995                  | Euroopan unioni (EU)                              |
| francia  | Franciaország · Belgium · Luxemburg · Olaszország          | Olaszország, ? | fr       | 1957                  | Union européenne (UE)                             |
| görög    | Ciprus · Görögország                                       | | el       | 1981                  | Ευρωπαϊκή Ένωση (ΕΕ) Europaikí Énószi             |
| holland  | Belgium · Hollandia                                        | Franciaország | nl       | 1957                  | Europese Unie (EU)                                |
| horvát   | Horvátország                                               | Ausztria (Burgenland) · Magyarország                                                                                        | hr       | 2013                  | Europska unija (EU)                               |
| ír       | Írország                                                   | Egyesült Királyság (Észak-Írország)                                                                                         | ga       | 2007 (*)              | An tAontas Eorpach (AE)                           |
| német    | Németország · Ausztria · Luxemburg · Belgium · Olaszország | Belgium · Dánia · Franciaország · Olaszország · Lengyelország · Románia · Szlovákia · Szlovénia · Csehország · Magyarország | de       | 1957                  | Europäische Union (EU)                            |
| olasz    | Olaszország · Szlovénia                                    | Franciaország · Szlovénia · Málta · Horvátország                                                                            | it       | 1957                  | Unione europea (UE)                               |
| lengyel  | Lengyelország                                              | Lettország · Litvánia · Románia · Csehország · Magyarország                                                                 | pl       | 2004                  | Unia Europejska (UE)                              |
| lett     | Lettország                                                 | | lv       | 2004                  | Eiropas Savienība (ES)                            |
| litván   | Litvánia                                                   | | lt       | 2004                  | Europos Sąjunga (ES)                              |
| magyar   | Magyarország                                               | Ausztria · Horvátország · Románia · Szerbia · Szlovákia · Szlovénia · Ukrajna                                               | hu       | 2004                  | Európai Unió (EU)                                 |
| máltai   | Málta                                                      | | mt       | 2004                  | Unjoni Ewropea (UE)                               |
| portugál | Portugália                                                 | | pt       | 1986                  | União Europeia (UE)                               |
| román    | Románia                                                    | Bulgária · Magyarország | ro       | 2007                  | Uniunea Europeană (UE)                            |
| spanyol  | Spanyolország                                              | | es       | 1986                  | Unión Europea (UE)                                |
| svéd     | Svédország · Finnország                                    | Finnország | sv       | 1995                  | Europeiska unionen (EU)                           |
| szlovák  | Szlovákia                                                  | Ausztria · Lengyelország · Románia · Csehország · Magyarország                                                              | sk       | 2004                  | Európska únia (EÚ)                                |
| szlovén  | Szlovénia                                                  | Olaszország · Ausztria · Magyarország                                                                                       | sl       | 2004                  | Evropska unija (EU) szintúgy: Evropska zveza (EZ) |

| Nyelv    | Hivatalos nyelv az alábbi országok egyes területein  | kisebbségi nyelv az alábbi országokban | IATE-kód | Mióta hivatalos nyelv | Az EU neve az adott nyelven (Rövidítés) |
| -------- | ---------------------------------------------------- | -------------------------------------- | -------- | --------------------- | --------------------------------------- |
| baszk    | Spanyolország (Baszkföld)                            | Spanyolország · Franciaország          | eu       |                       | Europar Batasuna (EB)                   |
| galiciai | Spanyolország (Galicia)                              | Spanyolország                          | gl       |                       | Unión Europea (UE)                      |
| katalán  | Spanyolország (Katalónia, Baleár-szigetek, Valencia) | Spanyolország · Franciaország          | ca       |                       | Unió Europea (UE)                       |

## Egy példa: A közösségi védjegyeljárások nyelvi kérdései
A közösségi védjegyről szóló 40/94 EK számú rendelet a nyelvek használatáról a következőket rendeli:
"115. cikk
Nyelvek
(1) A közösségi védjegybejelentést az Európai Közösség hivatalos nyelveinek egyikén kell benyújtani.
(2) A Hivatal nyelvei az angol, a francia, a német, az olasz és a spanyol.
(3) A bejelentőnek meg kell jelölnie a Hivatal nyelvei közül egy második nyelvet, amelynek használatát a felszólalási, a megszűnés megállapítására irányuló, illetve a törlési eljárás lehetséges nyelveként elfogadja.
Ha a bejelentést nem a Hivatal nyelveinek egyikén nyújtották be, a Hivatal gondoskodik a 26. cikk (1) bekezdésének megfelelő bejelentésnek a bejelentő által megjelölt nyelvre történő lefordíttatásáról.
(4) Ha a közösségi védjegy bejelentője egyedül vesz félként részt a Hivatal előtt folyó eljárásban, az eljárás nyelve az a nyelv lesz, amelyen a közösségi védjegybejelentést benyújtották. Ha a bejelentés nem a Hivatal nyelveinek egyikén készült, a Hivatal az írásbeli közléseket a bejelentőhöz az utóbbi által a bejelentésben megjelölt második nyelven teszi meg.
(5) A felszólalást, a megszűnés megállapítására irányuló, illetve a törlési kérelmet a Hivatal nyelveinek egyikén kell benyújtani.
(6) Ha az a nyelv, amelyen – az (5) bekezdésnek megfelelően – a felszólalást, illetve a megszűnés megállapítására irányuló vagy a törlési kérelmet benyújtják, azonos azzal, amelyen a védjegybejelentést benyújtották, vagy amelyet a bejelentésben második nyelvként megjelöltek, az eljárás nyelve ez a nyelv lesz.
Ha az a nyelv, amelyen – az (5) bekezdésnek megfelelően – a felszólalást, illetve a megszűnés megállapítására irányuló vagy a törlési kérelmet benyújtják, nem azonos azzal, amelyen a védjegybejelentést benyújtották, vagy amelyet a bejelentésben második nyelvként megjelöltek, a felszólalást benyújtó, illetve a megszűnés megállapítását vagy a törlést kérő félnek saját költségén kell elkészíttetnie a felszólalás vagy a kérelem fordítását arra a nyelvre, amelyen – feltéve, hogy a Hivatal nyelveinek egyike – a védjegybejelentést benyújtották, vagy amelyet a bejelentésben második nyelvként megjelöltek. A fordítást a végrehajtási rendeletben megjelölt határidőn belül kell benyújtani. Az eljárás nyelve az a nyelv lesz, amelyre a felszólalást vagy a kérelmet lefordították."